# Жигульова Антоніна Михайлівна
Антоніна Михайлівна Жигульова (15 березня 1918 — 13 липня 2001) — передовик радянського сільського господарства, доярка радгоспу імені 10-річчя Удмуртської АРСР Малопургинського району Удмуртської АРСР, Герой Соціалістичної Праці (1966).

## Біографія
Народилася у 1918 році в селі Отуніха Сарапульського району Республіки Удмуртія в селянській російській сім'ї.
З 1929 по 1939 роки жила разом з батьками в Фокинському районі Свердловської області. Там, закінчивши навчання в 4 класі школи працевлаштувалася у місцевий колгосп. У 1936 року вся родина переїхала до Удмуртії. З 1936 по 1939 роки сезонно працювала в радгоспі «Комсомольський», потім стала постійно працювати на фермі.
З 1939 по 1973 роки працювала дояркою радгоспу імені 10-річчя Удмуртської АРСР. За 25 років трудового стажу надоїла 1 320 000 кілограмів молока. У 1952 році її визнали найкращою дояркою республіки. Постійна учасниця виставки досягнень народного господарства.
Указом Президії Верховної Ради СРСР від 22 березня 1966 року за досягнення високих показників у сільському господарстві і рекордні надої молока Антоніні Михайлівні Жигульовій було присвоєно звання Героя Соціалістичної Праці з врученням ордена Леніна і медалі «Серп і Молот».
З 1973 року на заслуженому відпочинку.
Проживала у селі Яган-Док'я. Померла 13 липня 2001 року.

## Нагороди
- золота зірка «Серп і Молот» (22.03.1966)
- орден Леніна (22.03.1966)
- Медаль «За доблесну працю у Великій Вітчизняній війні 1941—1945 рр.»
- інші медалі.